# Асен Кукушев
Асен Кукушев е български актьор, певец и влогър.

## Биография
Асен Кукушев е роден на 18 март 1986 г. в град София.
На 10-годишна възраст играе ролята на Додо във филма „Разговор с птици“ на режисьора Румяна Петкова.
Завършва актьорско майсторство в Нов български университет в класа на проф. Цветана Манева, а по-късно завършва и East 15 Acting School в Лондон, Великобритания.
Докато е студент в НБУ, заедно със Захари Танев и Дулислав Дулев основава собствена трупа, с която реализира две успешни постановки – „Нагоре ли отивате?“ и „Капаро за трима“.
През 2012 г. е вокалист на музикалната група RDMK с Радослав Радославов и Велислав Дулев.
Също така е преподавател по „Сценичен английски“ във Fusion School.
От септември 2018 г. има свой канал в YouTube.
Занимава се с озвучаване на филми и сериали от 2014 г. Работи за дублажните студия Александра Аудио и Про Филмс.

## Филмография
- „Разговор с птици“ (1997) – Додо
- „Версенжеторикс“ (2001)
- Avocats & associés (2010)
- „Под прикритие“ (2011) – Служител на летището
- „Демони“ (2011), късометражен филм
- „Апокалипсиса Помпей“ (2014)
- „Лабиринти на любовта“ (2014)
- Bar Tricks (2016) – Картър
- „Приятели“ (2018) – Бубек, късометражен филм
- „Намерен“ (2019) – Бездомник, късометражен филм
- „Имало една война“ (2019) – Боян Ботев
- The Third Date (2020) – Марк

## Дублаж
- „АЛВИННН! и катеричоците“ – Чийзи, 2016
- „Батуийлс“ – Гатанката, 2023
- „Вълча кръв“ (от втори сезон до края), 2014-2015
- „Зоуи и магическото приложение“, 2014
- „Мошеници“ – Грифин Бинг
- „Смърфовете“ – Смърф, 2021